# Terrible de la Côte Ouest Boeny
Le Terrible de la Côte Ouest Boeny est un club de football malgache, basé à Boeny.

## Palmarès
- Coupe de Madagascar : 1
  - Vainqueur : 2012

## Performances en compétitions de la CAF
- Coupe de la confédération : 1 participation

2013 -